# Kicking Harold
Kicking Harold — альтернативная рок-группа из Лос-Анджелеса, штат Калифорния, которая появилась в середине 1990-х. Огромным успехом пользовались песни Kill You и Down on You. Они обеспечили популярностью новый инди-альбом Ugly & Festering, на MCA Records в 1996 году. Альбомы Return of the Bulb Men и Space Age Breakdown также стали популярными с помощью песни Gasoline которая была заставкой на телешоу Overhaulin в течение 4 месяцев. В 2010 году Kicking Harold выпустил свой четвертый альбом в Америке, в котором написаны даты концертов группы.